# Карпентер, Элли
Элли Мэдисон Карпентер (англ. Ellie Madison Carpenter; род. 28 апреля 2000, Каура, Новый Южный Уэльс, Австралия) — австралийская футболистка, защитница. Игрок сборной Австралии с 2016 года, серебряный призёр Кубка Азии 2018 года. Чемпионка Австралии с клубом «Мельбурн Сити», трёхкратная чемпионка Франции и двукратная победительница Лиги чемпионов и Кубка Франции с клубом «Олимпик Лион».

## Игровая карьера

### Молодёжная карьера
Родилась в окрестностях городка Каура, в 4 часах езды на запад от Сиднея. В детстве занималась лёгкой атлетикой, но достаточно рано увлеклась футболом. Родители некоторое время возили Элли и её брата Джереми на тренировки и соревнования в Сидней и Канберру, но дорога занимала много времени, и в итоге, когда Элли было 10 или 11 лет, на семейном совете было решено, что её мать Белинда в обоими детьми переедет жить в Сидней. Там Элли и Джереми начали посещать престижную Уэстфилдскую спортивную школу.
После переезда в Сидней Элли выступала за сборную Нового Южного Уэльса в национальном чемпионате среди девушек и к 14 годам привлекла к себе внимание тренерского штаба молодёжных сборных Австралии как уровнем своей физической подготовки, так и способностью играть в защите, что редко проявляется в таком возрасте. В октябре 2014 года Карпентер провела дебютную игру за сборную Австралии в квалификационном турнире Кубка Азии среди девушек (до 16 лет), а через месяц впервые сыграла за молодёжную сборную Австралии в возрастной категории до 20 лет.

### Клубный чемпионат и сборная Австралии
В 15 лет подписала первый профессиональный контракт с клубом W-лиги «Уэстерн Сидней Уондерерс» и уже в свой первый сезон с этой командой выходила на поле в стартовом составе в каждом матче. В феврале 2016 года была приглашена в тренировочный лагерь национальной сборной Австралии и 2 марта того же года дебютировала в её составе в матче квалификационного турнира Олимпийских игр против сборной Вьетнама (9:0). Карпентер стала первым игроком национальных футбольных сборных Австралии вне зависимости от пола, родившимся в 2000-е годы.
В 10-м классе бросила школу, чтобы сосредоточиться на футбольной карьере. За следующие четыре года приняла со сборной Австралии участие в Олимпиаде, Кубке Азии (где её команда дошла до финала) и чемпионате мира. В чемпионате Австралии несколько раз подряд признана лучшим молодым игроком года, а в сезоне 2019/2020 завоевала с клубом «Мельбурн Сити» чемпионское звание.
В 2017 году выиграла с австралийской сборной проходивший в Австралии показательный Турнир наций после победы со счётом 6:1 над командой Бразилии. На Олимпийских играх в Токио дошла с национальной сборной до полуфинала, затем уступив со счётом 3:4 американкам — лучший результат сборной Австралии на Олимпиадах. На чемпионате мира 2023 года, проходившем в Австралии, Карпентер с командой тоже дошла до полуфинала, также установив новое командное достижение. В полуфинале австралийки проиграли со счётом 1:3 сборной Англии, и некоторые болельщики винили во втором пропущенном голе Карпентер, не сумевшую перехватить длинную передачу на Лорен Хемп. Капитан сборной и автор единственного гола австралиек Сэм Керр, однако, выступила в защиту сокомандницы, отрицая её вину в пропущенном мяче.

### Зарубежные клубы
В 2017 году, в перерыве между сезонами чемпионата Австралии, провела несколько месяцев с норвежским клубом «Авальдснес», где выступали подруги по сборной Хлоя Логарсо и Эмили Гельник, но норвежское трудовое законодательство не позволяло футболистке-иностранке играть за профессиональную команду до достижения 18-летнего возраста. В 2018 году, по исполнении 18 лет, подписала контракт с клубом Национальной женской футбольной лиги США (NWSL) «Портленд Торнс» и стала самым молодым игроком, а затем и самым молодым автором гола в её истории. В свой первый сезон с «Портлендом» дошла до финала плей-офф NWSL.
После двух лет с «Портлендом» и чемпионского звания с «Мельбурн Сити» с австралийской защитницей заключил трёхлетний контракт один из сильнейших женских клубов Европы «Олимпик Лион». Она была заявлена на матчи «Лиона» уже в финальном плей-офф Лиги чемпионов 2019/2020, но на поле в этом цикле так и не вышла, и новые одноклубницы завершили завоевание трофея без её помощи; тем не менее официально она стала победительницей Лиги чемпионов.
За первые два года с «Лионом» Карпентер успела стать чемпионкой и обладательницей Кубка Франции, а в Лиге чемпионов 2021/2022 снова попала с этой командой в финал, где француженкам противостояла «Барселона». Однако хотя на этот раз австралийка вышла на поле в стартовом составе, вскоре после начала игры в борьбе за мяч с нападающей Фридолиной Рольфё она порвала ахиллово сухожилие и вторично стала победительницей Лиги чемпионов благодаря усилиям товарищей по команде.
Реабилитация заняла семь месяцев, но уже в августе 2022 года Карпентер подписала новый контракт с «Лионом» до 2026 года. В феврале она снова вышла на поле в составе французского клуба, а в апреле — в товарищеских матчах сборной Австралии. В марте 2023 года «Олимпик» проиграл в полуфинале Лиги чемпионов английскому клубу «Челси», за который играла сокомандница Карпентер по национальной сборной Сэм Керр, но выиграл Кубок Франции, а затем завоевал очередное чемпионское звание. Оба трофея стали для Карпентер вторыми за время выступлений за французский клуб. Австралийка в третий раз подряд была включена в символическую сборную Первого дивизиона чемпионата Франции.
В сезоне 2023—2024 «Лион» с Карпентер провёл беспроигрышную серию из более чем 20 матчей. Австралийская защитница в очередной раз была включена в символическую сборную дивизиона и помогла своей команде завоевать 17-й за её историю титул чемпионок Франции. В финале Лиги чемпионов «Лион» уступил «Барселоне» со счётом 0:2.
2 июля 2025 года  «Челси» объявил о трансфере Элли. Футболистка подписала четырехлетний контракт с лондонским клубом. 